# Homosexualität in Bahrain

Geografische Lage von Bahrain

Homosexualität ist in Bahrain gesellschaftlich weitgehend tabuisiert.

## Gesetze
In Bahrain waren homosexuelle Handlungen seit der Einführung des britischen Kolonialrechts im Jahre 1956 verboten. Unabhängig vom Geschlecht wurden homosexuelle Handlungen mit Gefängnis bestraft. 1976 wurde das Strafgesetzbuch in Bahrain neu gefasst. Eine ausdrückliche Verbotsnorm gegen homosexuelle Handlungen gibt es nicht mehr. Gleichwohl werden weiter „Gummiparagraphen“ zur Verhängung von Haftstrafen angewandt. Gesetze zum Schutz vor Diskriminierung der sexuellen Orientierung bestehen in Bahrain nicht. Es gibt keine rechtliche Anerkennung gleichgeschlechtlicher Ehen oder gleichgeschlechtlicher Lebenspartnerschaften.

## Gesellschaftliche Situation
In Bahrain werden homosexuelle Menschen in den Untergrund gedrängt. Im Jahr 2002 mussten nach einer Razzia gegen mutmaßlich auf Homosexuelle ausgerichtete Geschäfte 2000 philippinische Gastarbeiter das Land verlassen. Im Februar 2011 wurden 127 Menschen auf einer Party für Homosexuelle verhaftet. Die Mehrzahl der Verhafteten stammt aus Golf-Nachbarstaaten, die entweder für die Party nach Bahrain gekommen seien oder im Land arbeiteten.